# Мешкова, Виктория Владиславовна
Виктория Владиславовна Мешкова (род. 20 сентября 2000, Екатеринбург) — российская спортсменка, специализирующаяся в спортивном скалолазании в дисциплинах боулдеринг, лазание на трудность и в олимпийском многоборье. Трёхкратная чемпионка Европы 2020 года в лазании на трудность, боулдеринге и многоборье, представительница от России на летних Олимпийских играх в Токио. Трёхкратная чемпионка России в боулдеринге и серебряный призёр чемпионата России в многоборье.

## Биография
Виктория Мешкова родилась 20 сентября 2000 года в Екатеринбурге.

## Карьера
Тренерами спортсменки являются Виталий Примеров и Дмитрий Шарафутдинов.
Виктория Мешкова завоевала Кубок России 2019 года в боулдеринге. Она также завоевала три золотых медали в боулдеринге на чемпионатах России и серебро в многоборье.
В 2020 году перенесла коронавирусную инфекцию после заражения перед поездкой на тренировку в Швейцарию.
Приняла участие на чемпионате Европы по скалолазанию 2020 в Москве, где завоевала три золотых медали (боулдеринг, лазание на трудность и многоборье), получив путёвку на Олимпийские игры в Токио, которые из-за пандемии COVID-19 перенесены с 2020 на 2021 год. В боулдеринге Мешкова показала одинаковый результат с бельгийкой Хлоэ Колье, достигнув четырёх топов, однако оказалась выше по попыткам. В лазании на трудность преодолела 36+ препятствий; такой же результат показала чешка Элишка Адамовская, однако ей на это потребовалось на 42 секунды больше.
В многоборье Виктория добралась до финального забега в скорости, но не добралась там до финиша, заняв второе место; стала лишь шестой в боулдеринге, достигнув 1 топ и 2 зоны; в лазании на трудность одержала победу, добравшись до топа за 4 минуты ровно.
В квалификации на Олимпийских играх заняла 15-е место в лазании на скорость с результатом 9,54 с, в боулдеринге стала шестой, преодолев 2 топа и 4 зоны. В лазании на трудность прошла 29 зацепов, заняла пятое место в дисциплине и не попала в финал, став девятой.

## Результаты

### Олимпийские игры[15]
| Дисциплина | 2020 |
| ---------- | ---- |
| Многоборье | 9    |